# Odiellus duriusculus
Odiellus duriusculus is een hooiwagen uit de familie echte hooiwagens (Phalangiidae).